# Advance (Karolina Północna)
Advance – jednostka osadnicza w Stanach Zjednoczonych, w stanie Karolina Północna, w hrabstwie Davie.